# بالي (مضيق)

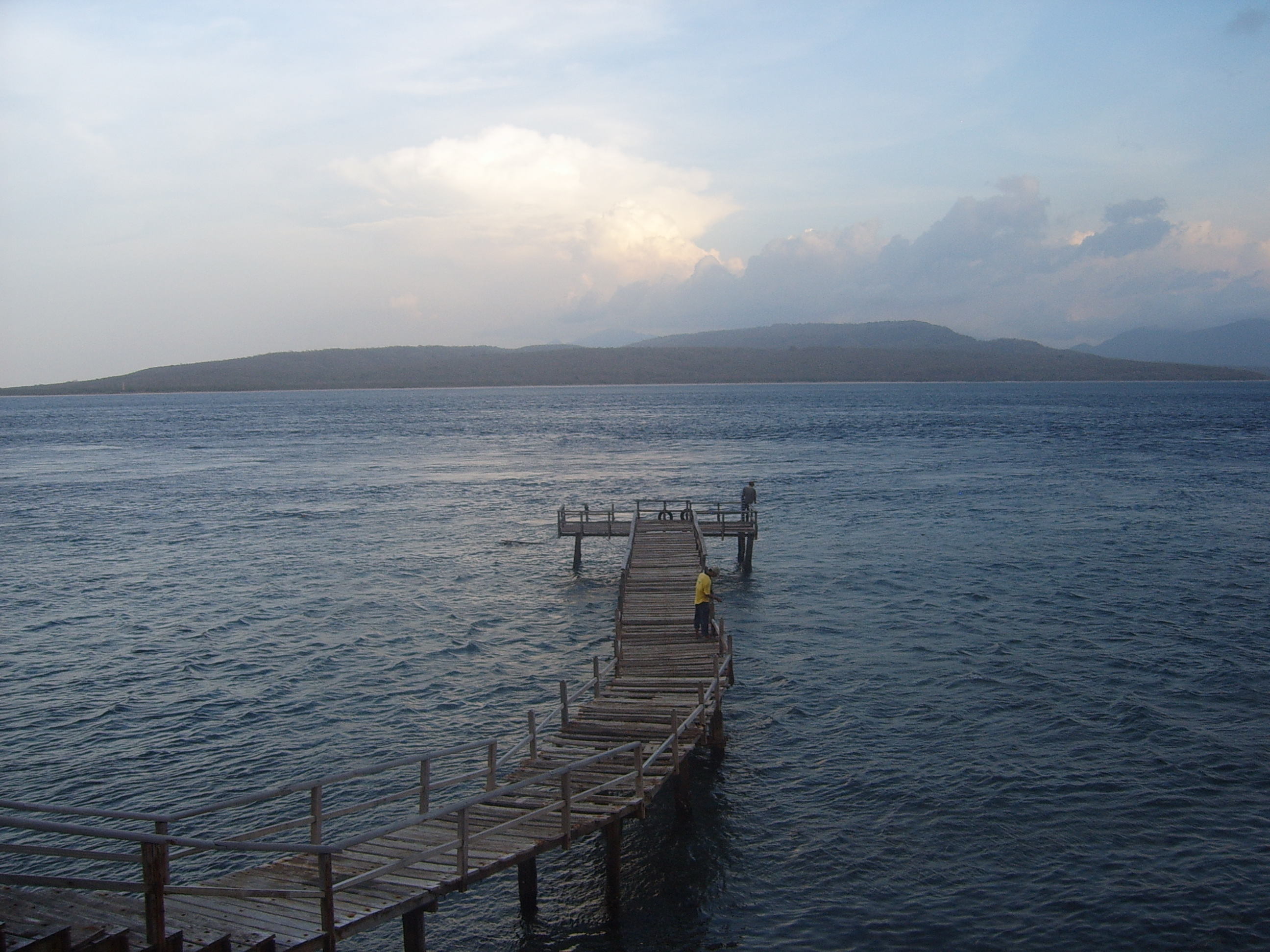
صورة لمضيق بالي

مضيق بالي هو مضيق يفصل بين جزيرتين بالي وجاوة الأندونيسيتين، يبلغ عرض هذا المضيق حوالي 2,4 كيلومتر.